# Babiczy (obwód witebski)
Babiczy (biał. Бабічы; ros. Бабичи, Babiczi) – wieś na Białorusi, w obwodzie witebskim, w rejonie orszańskim, w sielsowiecie Barzdouka.